# Route du Fjord
 (janvier 2013).
Si vous disposez d'ouvrages ou d'articles de référence ou si vous connaissez des sites web de qualité traitant du thème abordé ici, merci de compléter l'article en donnant les références utiles à sa vérifiabilité et en les liant à la section « Notes et références ».

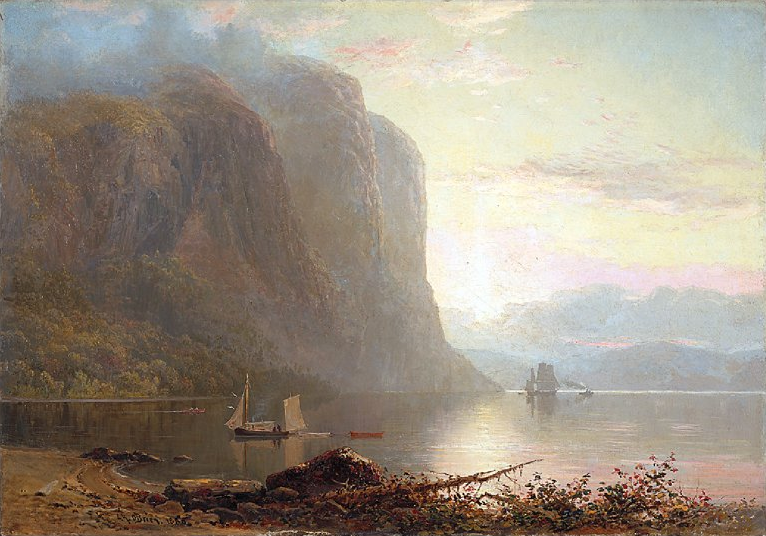
Lever du soleil sur le fjord du Saguenay
par Lucius O'Brien

La route du Fjord est une route touristique du Saguenay-Lac-Saint-Jean mettant en valeur le fjord du Saguenay au Canada.

Panneaux de la "Route du Fjord".

## Description
La route du Fjord est de plus de 100 kilomètres. Le fjord est un des seuls en Amérique du Nord[réf. nécessaire] à avoir une population vivante sur ses rives. Il a l'un des plus grands débits d'eau douce[réf. nécessaire] à travers la planète, des caps qui s'élèvent jusqu'à 350 m, des profondeurs marines de plus de 270 m par endroits et sous le fond de l’eau, une fosse remplie de près de 900 m de sédiments.
La route sillonne Petit-Saguenay, L'Anse-Saint-Jean, Rivière-Éternité, Saint-Félix-d'Otis, La Baie, Chicoutimi, Saint-Fulgence, Sainte-Rose-du-Nord, Sacré-Cœur et se termine à Tadoussac.

## Histoire
Le fjord longé par la route est vieux d’environ 180 millions d’années[réf. nécessaire], époque où il aurait commencé à prendre forme. Plusieurs millions d’années plus tard, les amérindiens furent les premiers à naviguer sur cette route qui n’était seulement que maritime pour découvrir de nouveaux territoires. C’est bien des années plus tard que la route fut officiellement construite pour la circulation de la population vivant dans cette région.

## Faune
On peut trouver jusqu’à 410 espèces[réf. nécessaire] d’invertébrés marins et près de 59 sortes de poissons[réf. nécessaire] dont le requin du Groenland qui est un des plus gros requins carnivores qui nage dans l’Atlantique.

## Attraits
- Petit-Saguenay
  - Site récréo-patrimonial de la rivière Petit-Saguenay
  - Circuit pédestre Les Caps
  - Le village vacances du Petit-Saguenay
- L'Anse-Saint-Jean
  - l’Anse de Tabatière
  - La Montagne Blanche
  - Le ballet des glaces (uniquement au printemps)
  - Symposium provincial des villages en couleurs
- Rivière-Éternité
  - Les caps Éternité (350 m) et Trinité (330 m)
  - La statue de Notre-Dame-du-Saguenay
  - Le village des crèches
- Saint-Félix-d'Otis
  - 200 emplacements de camping
  - Le grand lac Otis
  - Site de la Nouvelle-France
  - Spectacle équestre
- Saguenay, arrondissement de La Baie
  - Baie des Ha! Ha!
  - Le musée du Fjord
  - Le spectacle : La Fabuleuse Histoire d'un royaume
  - Centre plein-air Bec-Scie
- Saguenay, arrondissement de Chicoutimi
  - La Pulperie de Chicoutimi / Musée régional
  - La galerie d’art l’œuvre de l’autre
  - La galerie d’art [Séquence]
  - Festival regard sur le court métrage au Saguenay
- Saint-Fulgence
  - Parc-aventures le Cap Jaseux
  - Parc National des Monts-Valin
  - Centre d’interprétation des battures et de réhabilitation des oiseaux
- Sainte-Rose-du-Nord
  - Fait partie de l’Association des plus beaux villages du Québec
  - Musée de la nature
  - Croisière sur le Fjord
- Sacré-Cœur
  - Centre d’interprétation des bélugas
  - L’Anse de Roche
  - Centre de vacances : La ferme 5 étoiles
- Tadoussac
  - Centre d'interprétation des mammifères marins (CIMM)
  - Centre d'interprétation et d'observation du Cap-de-Bon-Désir
  - Parc national du Fjord-du-Saguenay - secteur Tadoussac